# 제1만덕터널
제1만덕터널(第一萬德터널)은 부산광역시 북구 만덕1동에서 동래구 온천1동까지의 터널이다. 부산에서 3번째로 만들어진 터널이다. 산세가 높고 길이 험해 이동이 힘들었던 북구와 동래구를 이어주던 산성고개, 만덕고개를 대체하기 위해 만들어졌다. 제1만덕터널까지 진입하기 위해서는 고개를 올라가야 했고 왕복4차로인 도로와는 달리 터널은 왕복2차로였기 때문에 1980년대 당시 정체가 극심했다.  1971년 4월 15일 착공 하여 1973년 11월 14일 준공하였다. 설계자는 (주)신흥설계공사이며 시공자는 (주)신양사이다.

## 규모
총길이 : 815m (왕복 2차로)

## 특징
지리적 위치는 가까우나 산세가 높고 길이 험하여 이동이 불편하였던 북구와 동래구를 연결하는 기존의 산성고개, 만덕고개를 대체하기 위해 만들어진 터널이다. 도로는 왕복4차선이었으나 터널은 왕복2차선이어서 제2만덕터널이 생기기 전까지 극심한 정체를 겪었다. 제2만덕터널이 완공되기 전에는 유일한 터널이었으며 현재는 상습정체구간인 제2만덕터널 구간을 우회하는 도로로 많이 이용되고 있다.

## 자동차 전용도로
- 자동차 전용도로로 지정되어 있어 자전거, 보행자 등의 통행이 금지되어 있다. 이륜자동차(모터사이클 혹은 오토바이)의 경우 긴급자동차(싸이카 및 소방용 모터사이클 등)에 한해 통행이 가능하며 그 밖의 이륜자동차, 초소형전기자동차는 통행을 금지하고 있다.